# 佩德羅四世 (阿拉貢)
佩德羅四世（國際音標：[ˈpeɾə]，國際音標：[ˈpeɾo]，國際音標：[ˈpeðɾo]，1319年9月5日—1387年1月6日），綽號為 （禮貌的）。巴倫西亞（稱為佩德羅二世）、撒丁尼亞和科西嘉國王（稱為佩德羅一世）及巴塞羅那伯爵（加泰羅尼亞其他地方稱為佩德羅三世）（1336年－1387年在位）。1344年，他廢除馬略卡國王海梅三世，並自稱為馬略卡國王。

## 生平
佩德羅四世出生在巴拉格爾,，他是阿方索四世與第一任妻子烏赫利女伯爵特雷莎·德·昂特恩卡。佩德羅被指定繼承他父親所有的頭銜，除了烏赫利伯國留給他的弟弟海梅。
當父親阿方索四世逝世後，佩德羅四世在薩拉戈薩召開議會為他進行加冕典禮。他為自己加冕，令薩拉戈薩總主教感到失望，於是拒絕為他進行像佩德羅二世向教宗作出的傳統儀式。後來據他自己的報告，這個行為為他造成一些“困擾”。不過，他確實確認了阿拉貢的自由和特權。而他在薩拉戈薩的時候，卡斯蒂利亞的一名大使遇見他並要求他承諾實踐父親對繼母卡斯提爾的埃莉諾的土地捐贈，但是他拒絕為捐贈的合法性作出明確的答覆。
在薩拉戈薩的慶祝活動之後，佩德羅四世開始前往瓦倫西亞接受加冕的典禮。在途中，他在萊里達停下來確認加泰羅尼亞憲法和烏沙茨，並接受加泰羅尼亞臣民對他的敬意。這個冒犯了巴塞羅那，因為此儀式通常是在這裡進行的，巴塞羅那的居民向國王抱怨說，萊里達只是在前去瓦倫西亞的路上。在瓦倫西亞，他為繼母的土地繼承權作出決定，剝奪埃莉諾的收入，並剝奪埃莉諾的卡斯蒂利亞保護者萊昂和赫里卡的彼得·龐塞 。然而，彼得在赫里卡的領域內擁有足夠的支持者，令佩德羅四世無法維持自己的地位，並在1338年，通過教宗的調停，赫里卡與國王和解，埃莉諾得到了她的土地和管轄權。佩德羅四世在很大程度上被迫投降因為摩洛哥新的入侵目標是卡斯蒂利亞和瓦倫西亞。
1338年，他迎娶納瓦拉國王菲利佩三世與納瓦拉女皇胡安娜二世的二女兒瑪麗亞。1339年5月，他與卡斯蒂利亞國王阿方索十一世結盟對抗摩洛哥，但他在薩拉多河戰役的關鍵戰役（1340年10月）中，他的艦隊之貢獻在戰役中沒有任何影響。

## 攻佔馬略卡
在佩德羅四世的統治初期，他的姊夫馬略卡國王海梅三世（姊姊康斯坦斯的丈夫）是佩德羅四世的一根刺。海梅三世曾兩次推遲對佩德羅四世作出封建時代對領主表示敬意的儀式，而他最終在1339年進行儀式時只以自己的模式行事。馬略卡島的經濟上升，商人在西地中海地區建立獨立市場並獲得貿易特權，威脅到巴塞羅那的霸主地位。馬略卡島的金幣和法意兩國所賦予的外交平等進一步使彼得感到忿怒，而海梅三世也進一步與佩德羅四世的敵人摩洛哥國王阿布·哈桑結盟。然而，佩德羅四世一直到1341年也沒有宣洩，當海梅三世因與法國有爭議的蒙彼利埃主權而威脅將被入侵時，才呼籲他的宗主阿拉貢王國提供援助。為了不冒犯法國，或支持海梅三世，佩德羅四世把馬略卡國王海梅三世召到巴塞羅那去參與議會，佩德羅四世知道海梅三世是不會來的。當海梅三世或者他的代表沒有出席的時候，佩德羅四世宣布自己不再以馬略卡王國的宗主而為海梅三世提供義務。
佩德羅四世隨後開了一個反對海梅三世的法律程序，意圖剝奪他的王國。佩德羅四世指控海梅三世在魯西永和色丹尼亞的流通貨幣是對阿拉貢王室壟斷造幣權的侵犯。考慮到魯西永和色丹尼亞的古老習俗，這是值得商榷的，但是佩德羅四世仍然準備向前邁進攻擊海梅三世。然而，教宗克萊孟六世的介入，令到海梅三世可以在巴塞羅那的教宗代表面前進行了聽證會。佩德羅四世散播海梅三世試圖擒下國王的謠言。海梅三世擔心佩德羅四世會侵略及強行奪取馬略卡島，回到島上做好防禦準備。佩德羅四世在1343年2月宣布海梅三世是一名極其卑鄙的諸侯並沒收他的王國。
在法律程序被終止的情況下，佩德羅四世在聽到島民因為稅收負擔沉重，並且願意支持他的消息下參加戰爭。同年五月，一支封鎖阿爾赫西拉斯的艦隊停泊在馬略卡島，在聖蓬薩戰役中迅速擊敗了海梅三世的軍隊。佩德羅四世收到所有巴利亞利群島所提交的資料，並確認了這些島嶼的特權，回復到就像他們在海梅一世的時期一樣。雖然海梅三世主動求和，而且而克萊門特六世試圖調停，佩德羅四世仍然回到巴塞羅那準備入侵魯西永和色丹尼亞。這些地方最終於1344年被征服，海梅三世為了保障個人安全而投降，此時他發現自己可恥地淪為一名小領主而已。1344年3月，佩德羅四世宣布馬略卡王國永久地併入了阿拉貢王國，並且隆重地加冕了王位。

## 軍事生涯
根據“馬德里條約”，佩德羅四世被迫援助卡斯蒂利亞的阿方索十一世，成功地於1344年攻打阿爾赫西拉斯，以及於1349年在直布羅陀對摩洛哥的反擊防守失敗。
佩德羅四世沒有男性子嗣，他的兄弟烏拉爾伯爵海梅是亞拉岡王位的順序繼承人。佩德羅四世越來越不信任海梅的意圖，他決定將女兒康絲坦斯命名為他的繼承人，儘管先王海梅一世和阿方索四世曾確立先例，將女性排除在王位之外。為此，他要求烏拉爾伯爵海梅辭去檢察長的職務，這個職位按照傳統被保留給亞拉岡王位的繼承人。海梅逃到了薩拉戈薩，在那裡他得到了一些希望重新賦予君主權力的貴族所青睞。佩德羅四世最終屈服於壓力，在薩拉戈薩他舉行議會並作出無數削弱皇家權力的讓步，以平息他還沒能力壓制的叛亂。其中一個讓步是撤銷他命名康絲坦斯作為繼承人的企圖，並恢復海梅作為檢察長。為了避免額外的損失，佩德羅四世以他必須解決撒丁島發展危機為由解散議會。此後不久，當佩德羅四世在加泰羅尼亞時，海梅突然死亡。許多人懷疑佩德羅四世安排讓海梅中毒身亡。褫奪領導令亞拉岡王權因而大大削弱了。
其後，佩德羅四世遇到了新興的瓦倫西亞聯盟，它從亞拉岡那裡得到啟發。在薩貢托，佩德羅四世被迫將他的同父異母弟弟費蘭命名為新任總檢察長。為了安撫聯盟成員，王室又作了一些讓步。這一次，當他試圖離開這個糟糕的局面時，佩德羅四世在瓦倫西亞被聯盟成員俘虜並控制着。也許受到他畢生最大的侮辱，他和他的王后被迫與普通民眾跳舞，以顯示他的屈服。諷刺的是，他的救星是黑死病。瓦倫西亞於1348年5月被這場瘟疫攻陷，使佩德羅四世在混亂中逃脫。佩德羅四世於1348年7月21日在埃皮拉戰役中組建了一支日益強大的亞拉岡保皇黨軍隊，攻打聯盟的軍隊。佩德羅四世贏得一場完全的勝利。去到薩拉戈薩後，佩德羅四世只處死了13個聯盟的領導人。按照十四世紀的標準，這顯示一次國王的寬宏大量。瓦倫西亞的命運可不一樣。當佩德羅四世被勸說不要燒毀整個城市而以撒鹽去病後，許多人被處決。特別值得一提的是，佩德羅四世將瓦倫西亞聯盟宣布召開會議的大鐘溶掉將，熔出來的金屬倒在工會領導人的喉嚨裡，讓他們“品嚐它的酒”。
1356年，他與卡斯提爾的佩德羅一世在稱為“兩佩德羅之戰”中對戰。此戰於1375年以“阿爾馬贊條約”作為結束，由於黑死病和幾次自然災害此戰並沒有贏家。
佩德羅四世於1377年征服了西西里島，但是他將財產給了他的次子馬丁。
佩德羅四世統治時期時常與亞拉岡的總檢察長尼古拉斯·艾默里奇發生衝突。
1349年，海梅三世入侵馬略卡島，但被佩德羅四世的軍隊在盧克馬霍爾戰役中被擊敗並戰死。海梅三世去世後，佩德羅四世允許他的繼任人海梅四世保留他純粹名義上的馬略卡國王名號直到他於1375年逝世為止。在此之後，佩德羅四世領去了馬略卡國王的頭銜。在西班牙的新基本法令頒布法令之前，馬略卡國王仍然是亞拉岡王冠組成的一部分。
佩德羅四世於67歲時在巴塞羅那逝世。